# Улица Колобашкина
Улица Колоба́шкина (бывший Проектируемый проезд № 6216 — название присвоено 3 февраля 2015) — улица в районе Москворечье-Сабурово Южного административного округа города Москвы между Котляковской улицей и Пролетарским проспектом.

## Происхождение названия
Названа 3 февраля 2015 года в память ректора МИФИ, профессора Виктора Михайловича Колобашкина (1931—1984). Ранее — Проектируемый проезд № 6216.

## Описание
Начинается от  Котляковской улицы чуть западнее улицы Москворечье, проходит на юг, затем поворачивает дугой на восток, повторяя профиль этой улицы и выходит на Пролетарский проспект.

## Транспорт
По улице маршруты наземного общественного транспорта не проходят. На пересечении её с Котляковской улицей расположены остановки «Улица Москворечье» автобусов 897; с823, с850, с891 (на улице Москворечье). На противоположной стороне от места её пересечения с Пролетарским проспектом — остановка «Долина реки Чертановка», на ней останавливаются автобусы с823, с850, 844, н13.

## Примечательные здания и сооружения
Предположительно, за улицей не закреплено ни одного дома или владения. На пересечении с Пролетарским проспектом по левой стороне, если стоять спиной к проспекту, находится церковь Апостола Фомы (она имеет номер по проспекту), дальше эта сторона улицы занята автостоянками; по правой стороне находятся жилые дома, которые относятся к улице Москворечье. Неподалёку от улицы параллельно ей протекает река Чертановка, однако местность вокруг неё не благоустроена.